# Tasca faringea
Le tasche faringee o branchiali costituiscono la componente endodermica degli archi faringei, presenti allo stato embrionale . Durante lo sviluppo dell'embrione umano danno origine a varie strutture:
- Prima tasca faringea: Tuba di Eustachio e cassa del timpano
- Seconda tasca faringea: Tonsilla palatina
- Terza tasca faringea: Componente epitelioide di origine endodermica del timo che spostandosi a livello del mediastino porta con sé l'abbozzo delle paratiroidi inferiori.
- Quarta tasca faringea: essa è in continuazione con la quinta tasca e va a formare le paratiroidi superiori.
- Quinta tasca faringea: derivazione della quarta, forma il corpo ultimo-branchiale, in cui migrano le cellule neuroectodermiche precursori delle cellule parafollicolari, che grazie allo spostamento della quinta tasca raggiungono l'abbozzo della tiroide.

## Prima tasca[1][2]
Separa internamente il I dal II arco faringeo, è la tasca che presenta maggior sviluppo dimensionale e da essa si originano le strutture dell'orecchio medio. Espandendosi arriva a ridosso del primo solco faringeo e vi prende contatto formando la membrana branchiale, che si evolverà nella membrana del timpano dopo che tra i suoi due foglietti penetra il mesenchima degli archi limitrofi. La forma della prima tasca presenta nella parte dorsale una struttura slargata e sacciforme, la cavità timpanica primitiva che formerà la cassa del timpano e, dopo la nascita, si espanderà dorsalmente nelle cavità delle celle mastoidee, e una porzione più ristretta fra la cassa del timpano e il faringe primitivo che viene chiamata dotto faringo-branchiale che darà successivamente origine alla tromba di Eustachio.

## Seconda tasca[1][2]
Separa il II dal III arco faringeo, è poco sviluppata, dà origine all'epitelio di rivestimento della tonsilla palatina ed è possibile osservarne una porzione anche nell'adulto, nel quale di conserva come fossa tonsillare.
L'endoderma di rivestimento della seconda tasca faringea proliferando forma degli abbozzi che penetrano nel mesenchima, diventando successivamente l'epitelio di rivestimento delle cripte palatine della tonsilla palatina. Questa regione verrà poi invasa dai precursori dei linfociti verso la ventisettesima settimana di gravidanza quando ha inizio dell'ematopoiesi epatica e poi midollare.

## Terza tasca[1][2]
Separa il III dal IV arco. Questa tasca prolifera dando origine ad un diverticolo che si estende verso il basso e che inizialmente rimane attaccato alla parete del faringeo primitivo. Esso si biforca in due porzioni, dividendosi in un diverticolo dorsale che sviluppa capacità endocrine e costituisce il precursore della ghiandola parotide III, e un diventricolo ventrale più lungo del precedente. Successivamente l'intero complesso si distacca dalla parete del faringe-primitivo e migra caudalmente; dei due diverticoli è quello ventrale che giuda, trascinando con sé quello dorsale. Questa migrazione termina al di sotto del primordio della ghiandola tiroide: il diverticolo ventrale raggiunge il distretto toracico dell'embrione e qui il suo endoderma dà origine alla componente epiteliale del timo, mentre il diverticolo dorsale si giustappone alla faccia dorsale dell'abbozzo della tiroide e dà origine alle ghiandole paratiroidi inferiori.
Durante la migrazione dei processi della terza tasca faringea appena descritta, è possibile che si vengano a formare ghiandole accessorie o residui tissutali lungo il tragitto e ciò può accadere sia per il tessuto timico che per le ghiandole paratiroidi. I difetti che interessano queste aree sono legati ad anomalie delle cellule della cresta neurale che formano il mesenchima del diretto testa-collo (ectomesenchima) nel quale migrano i diverticoli della terza tasca.

## Quarta tasca[1][2]
Si trova fra il quarto e il sesto arco. L'endoderma della quarta tasca prolifera dando origine ad un diverticolo che ha una minore estensione rispetto a quello generato dalla terza tasca. Inizialmente attaccato alla parete del faringe è in continuazione con la quinta tasca, che costituisce il corpo ultimo branchiale. Il diverticolo della quarta tasca migra trasportando con sé anche il corpo ultimo branchiale e percorrendo una distanza minore rispetto a quello percorsa dal processo generato dalla terza tasca. Si arrestano nella porzione cefalica e dorsale dell'abbozzo della ghiandola tiroide dove il processo della quarta tasca dà origine alle paratiroidi superiori mentre il corpo ultimo branchiale, pur non dando origine a niente, è importante come mezzo di trasporto. Prima che si stacchi dal faringe primitivo, infatti, il corpo ultimo branchiale viene colonizzato dalle cellule della cresta neurale che vengono trasportate verso l'abbozzo della ghiandola tiroide. Una volta arrivate, esse lasciano il corpo ultimo branchiale, che va in apoptosi, e migrano nella tiroide stessa, disponendosi alla periferia degli ammassi endodermici che poi evolveranno nei follicoli tiroidei, dove si differenzieranno nelle cellule C o cellule parafollicolari della ghiandola tiroide, che secernono calcitonina.

## Anomalie delle tasche[2][3]
Anomalie delle tasche faringee che portano a malformazioni congenite dell'individuo spesso sono dovute a errate migrazioni della cresta neurale. Una delle più frequenti è la Sindrome di George, nella quale non è presente la differenziazione tra la terza e la quarta tasca faringea e spesso è anche associata a malformazioni delle strutture che derivano dal primo arco faringeo.
Altre anomalie anatomiche dovute in parte o totalmente a malformazioni delle tasche faringee, che fanno parte delle anomalie congenite dovute a errori dell'apparato branchiale fetale, possono essere:
- fistola del seno piriforme: causata dalla presenza di residui del corpo ultimo branchiale a livello della tiroide.
- fistole branchiali o cervicali: dovuta alla persistenza di porzioni della seconda tasca e del secondo solco faringeo.
- seni cervicali interni: si presentano, spesso, per la presenza della porzione prossimale della seconda tasca faringea.